# Patrick Vallance
Patrick John Thompson Vallance FRS (1960) é um doutor em medicina britânico, chefe de pesquisa e desenvolvimento da companhia farmacêutica multinacional britânica GlaxoSmithKline (GSK).
Foi eleito membro da Royal Society em 2017.